# Karnut
Karnut (en armenio, Կառնուտ) es una localidad situada en la provincia de Shirak, Armenia. Tiene una población estimada, a inicios de 2012, de 1071 habitantes.
Está ubicada en el centro de la provincia, a poca distancia del río Akhurian —afluente del río Aras—, al este de la frontera con Turquía y al sur de la frontera con Georgia.